# 168635 Davidkaufmann
168635 Davidkaufmann este o planetă minoră (asteroid) din centura de asteroizi. A fost descoperită pe 5 februarie 2000 la Observatorul Național Kitt Peak de Marc Buie⁠(d). 
Obiectul prezintă o orbită caracterizată de o semiaxă mare de 2,7919557444494 UAi, o excentricitate de 0,034213543872955, o înclinație de 0,60770603375527 ° în raport cu ecliptica.